# Île Zhenbao
L'île Zhenbao (chinois : 珍宝岛 ; pinyin : Zhēnbǎo dǎo, littéralement « île au trésor ») ou île Damanski (en russe : остров Даманский) est une petite île d'une superficie de 0,74 km2. Elle est située sur la rivière Oussouri, à la frontière entre la Russie (kraï du Primorie) et la République populaire de Chine (province du Heilongjiang). 

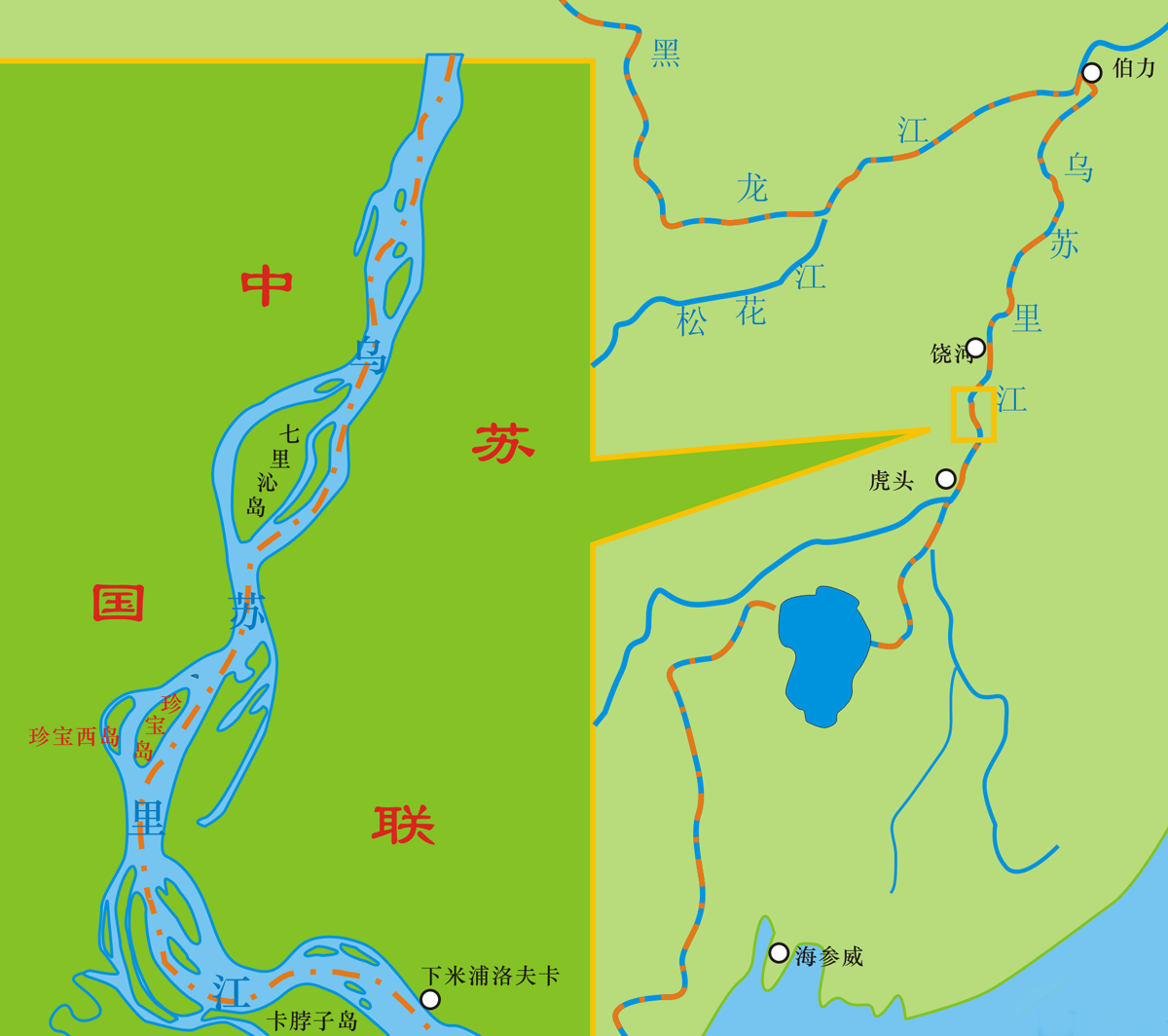
L'île Zhenbao, carte chinoise.

L'île a fait l'objet d'un litige territorial entre l'URSS et la République populaire de Chine. Des combats sanglants y opposèrent les armées de l'Union soviétique et de la Chine communiste, au cours du conflit frontalier sino-soviétique en mars 1969. On craignit même que ce conflit frontalier pût déclencher une troisième guerre mondiale jusqu'à une première résolution du conflit en novembre 1969. 
Le 19 mai 1991, les deux parties parvinrent à un accord qui fit de l'île Zhenbao une partie du territoire de la République populaire de Chine ; conformément à ces dispositions, les troupes soviétiques s'en retirèrent.
Un film documentaire soviétique, Île Damanski Année 1969 (Остров Даманский. 1969 год), a été réalisé sur ce conflit. Il comporte des interviews de participants et de dirigeants des deux pays.

## Conflit
En 1967, la République populaire de Chine organise de nombreuses manifestations devant les postes de gardes soviétiques pour réclamer le rattachement de l'île à la Chine. En 1968, la tension monte et la Chine lance une offensive militaire malgré la disproportion des forces. Dans la nuit du 1er au 2 mars 1969, deux régiments chinois sont lancés contre les 24 régiments soviétiques qui gardent l'île et sont repoussés. Le 15 mars, une nouvelle attaque est lancée par les Chinois, mais elle est également repoussée.
La tension est telle que l'Union soviétique menace Mao Zedong de représailles nucléaires. Le 11 septembre 1969, le conflit s'apaise et l'île reste aux mains de l'Union soviétique. 
Les Soviétiques maintiennent 30 divisions le long de la frontière avec la Chine, jusqu'au rattachement de l'île à celle-ci en 1991.